# Ernests Gulbis
Ernests Gulbis (Riga, 30 de agosto de 1988) é um tenista profissional da Letônia, que em junho de 2014 alcançou a 10ª posição no ranking mundial da ATP.
Gulbis é o principal nome letão na historia do tênis do país, tendo ajudado seu país na Copa Davis, ganhando em 2007 a promoção da Zona Europa/África, ganhando o confronto contra Mônaco.
Em fevereiro de 2007, Gulbis entrou pela primeira vez no Top 100 do ranking mundial. Em outubro do mesmo ano, consegue chegar ao grupo dos 50 melhores do mundo. Com isso, começa a ser apontado como promessa ao top 10 do ranking. Porém, o letão oscilou muito entre 2007 e 2010, algo que foi por muitos atribuído ao fato de que ele, tendo nascido de família milionária, não levava a carreira tão a sério como os outros tenistas. Mas em (09/06/2014) obteve seu melhor ranking de simples da carreira, quando foi n° 10 do ranking mundial masculino da ATP.
Em 2010, ganhou seu primeiro título ATP de simples, quando derrotou o croata Ivo Karlovic na final do ATP de Delray Beach. No total, Gulbis tem 6 títulos de nível ATP em simples.
No ano de 2008, em parceria com o alemão Rainer Schüttler, conquistou o ATP de Houston nos EUA. Este foi seu primeiro título ATP de duplas na carreira. No total, ele tem 2 títulos de nível ATP em duplas.
Em torneios do Grand Slam, Gulbis se destacou nas quadras de saibro do Open da França, onde alcançou às semifinais em 2014. Na ocasião, o letão só parou diante do sérvio Novak Djokovic.

## Vida pessoal
Gulbis vem de uma família muito rica. Tem esse nome em homenagem a Ernest Hemingway. Seu pai, Ainārs, é banqueiro e sua mãe, Milena Gulbe-Kavace, é uma atriz de teatro. Seu avô materno, Uldis Pūcītis, foi um popular ator e diretor de cinema.
O segundo de cinco filhos, Gulbis tem três meia-irmãs e um meio-irmão. Seu irmão joga golfe e uma de suas irmãs é tenista. Gulbis vem de uma família de esportistas em geral, e seu avô paterno, Alvils Gulbis, foi um dos cinco jogadores na partida ASK Riga, o time de basquete da União Soviética, que venceram o Campeonato da Europa. Ele começou a jogar tênis com a avó e considera basquete, futebol de associação, e hóquei no gelo para serem seus esportes favoritos.
Gulbis é conhecido, tanto por seus colegas como pelos meios de comunicação, como uma das personalidades mais engraçadas do circuito, muitas de suas entrevistas ficaram famosas. 
Em 2009, Gulbis foi preso na Suécia por supostamente solicitar prostitutas.  Ele o chamou de um mal-entendido, mas recomenda a todas passar uma noite na cadeia. Depois de pagar uma pequena multa, ele foi solto a tempo para jogar no Aberto de Estocolmo. 
Gulbis fala russo, letão, inglês, alemão e um pouco de francês, e gosta de ler. 

## Carreira

### 2004-2006
Os destaques de sua carreira até 2006 incluíram chegar à final do Challenger Oberstaufen em julho de 2006, onde perdeu para Michal Tabara, chegando à final do Challenger de Tampere, também em julho de 2006, onde perdeu para Florian Mayer, alcançando as semifinais do ATP de São Petersburgo na Rússia, onde ganhou um convite, e perdeu para Mario Ančić. Venceu o Challenger de Eckental em novembro, derrotando Philipp Petzschner. Terminou o ano de 2006 em 141 do ranking mundial de simples.

### 2007
Gulbis foi relativamente bem sucedido no circuito Challenger em 2007. Ele chegou às quartas de final em Bergamo (perdeu para Fabrice Santoro ) e as semifinais em Heilbronn (perdendo para Michaël Llodra). Gulbis venceu o seu segundo título Challenger por triunfar sobre o favorito local, Klavs Bogdanovics, no Challenger Besançon, na França, o que lhe permitiu entrar no ATP Top 100 do ranking mundial masculino pela primeira vez em sua carreira. Em seu próximo torneio, o Sarajevo Challenger, Gulbis saiu vitorioso em ambos os simples e duplas eventos.
Na primeira semana de outubro, ganhou o Challenger de Mons, na Bélgica, invadindo o Top 50 pela primeira vez em sua carreira e superando Juan Martín Del Potro como o jogador mais bem classificado nascido em 1988. Esta vitória também significou o quarto título consecutivo. Terminou o ano como 61 do ranking mundial.

#### Estréia em Grand Slam
Gulbis anunciou sua chegada no palco do Grand Slam no Open da França de 2007 ao derrotar o veterano britânico Tim Henman em dois sets para avançar para a segunda rodada, perdendo para o espanhol Albert Montanes em quatro sets.
Em Wimbledon, a sua segunda participação Grand Slam, Gulbis perdeu para Marcos Baghdatis na primeira rodada em quatro sets.
No US Open de 2007, Gulbis virou o jogo contra o cabeça 30, Potito Starace, na primeira rodada e o oitavo cabeça de chave, Tommy Robredo, na terceira rodada. Gulbis foi finalmente derrotado pelo ex-número 1 do mundo, Carlos Moyá, para quem perdeu em quatro sets.

### 2008
Na primeira rodada do Australian Open 2008, Gulbis perdeu para Marat Safin em dois sets. Ele chegou à segunda rodada do Pacific Life Open, onde perdeu um jogo apertado com o ex-finalista do Grand Slam David Nalbandian em um tiebreak no set final. Na primeira rodada do Masters de Miami, ele derrotou Dominik Hrbatý, mas na segunda rodada perdeu para o eventual campeão Nikolay Davydenko em 3 sets.
Seu maior resultado até ali ocorreu quando ele chegou às quartas de final no Grand Slam do Open da França. Durante todo o torneio bateu Simon Greul, sétimo cabeça de chave, James Blake, Nicolás Lapentti, e o favorito da casa, Michaël Llodra. Nas quartas de final, ele perdeu para o cabeça 3, Novak Djokovic em três sets apertados.
Chegou à terceira ronda do em Quenn's, batendoKristof Vliegen e o cabeça 12, Andreas Seppi. Ele perdeu para o cabeça seis, Andy Murray, depois de vencer o primeiro set por 7-5.
Na primeira rodada do Torneio de Wimbledon, Gulbis foi derrotado pelo companheiro e estrela em ascensão John Isner.
No Masters de Cincinnati, Gulbis venceu Jarkko Nieminen, Arnaud Clément e James Blake, mas sucumbiu nas quartas de final diante de Novak Djokovic.
O jovem letão, em seguida, viajou a Pequim para participar nos Jogos Olímpicos de Verão de 2008 , onde perdeu seu jogo da primeira rodada para Nikolay Davydenko.
No US Open, Gulbis derrotou Thomas Johansson na primeira rodada, antes de perder para Andy Roddick na segunda, mais uma vez, depois de vencer o primeiro set. Coincidentemente, era aniversário de ambos no dia do jogo. Terminou o ano como 53 do ranking mundial masculino de simples.

### 2009
Gulbis começou o ano forte, derrotando o ex-parceiro de treinos Novak Djokovic em dois sets na primeira rodada do torneio de Brisbane, antes de cair na segunda rodada de Paul-Henri Mathieu. Ele perdeu na segunda rodada do Aberto da Austrália para Igor Andreev em cinco sets, depois de bater Albert Montañés na primeira rodada em 3 sets.
No ATP de Delray Beach era o cabeça 3, mas foi derrotado na primeira rodada pelo ex-World No. 8, Marcos Baghdatis. Foi a quarta vez que ele enfrentou Baghdatis na primeira rodada de um torneio.
Gulbis teve uma temporada ruim no saibro em relação a 2008, deixando de ir longe em qualquer um dos torneios que antecederam o Open da França. Gulbis também não conseguiu defender as quartas no Open da França, fazendo com que seu ranking caisse para No. 67, o menor que tinha tido desde o verão de 2007.
No torneio de Wimbledon 2009, Gulbis, derrotou o italiano Riccardo Ghedin na primeira rodada, antes de cair para terceiro cabeça de chave, Andy Murray.
Gulbis jogou no torneio de Indianapolis em simples e duplas. Ele perdeu em simples para Marc Gicquel da França na primeira rodada. No entanto, ele jogou nas duplas com o russo Dmitry Tursunov e ganhou o campeonato, derrotando Ashley Fisher e Jordan Kerr da Austrália na final. 
No US Open, Gulbis foi novamente sorteado para jogar com Andy Murray no início de um Grand Slam, perdendo para o cabeça N° 2 na primeira rodada.
Nesse ano houve um declínio geral no seu ranking, com Gulbis deixando de ir longe em qualquer um dos Grand Slams. Terminou o ano como 90 do ranking mundial masculino.

### 2010
Para começar o ano, Gulbis jogou no ATP do Qatar, derrotando o sexto cabeça, o espanhol Albert Montañés e o italiano Andreas Seppi. Gulbis avançou para a terceira rodada, onde foi derrotado em um jogo apertado em três sets contra o número 1 do mundo Roger Federer. No Aberto da Austrália, Gulbis perdeu na primeira rodada para o cabeça 30, o argentino Juan Mónaco em dois sets.
Em fevereiro, Gulbis chegou à sua segunda semifinal carreira em um evento ATP 500, em Memphis, Tennessee. Na segunda rodada, ele derrotou o cabeça 3, Radek Štěpánek, vencendo em seguida Tomáš Berdych na terceira rodada em um apertado jogo de três sets. Ele perdeu nas semifinais para o eventual campeão Sam Querrey.
No final de fevereiro, ele competiu no ATP de Delray Beach, um torneio de quadra dura ao ar livre, onde ganhou seu primeiro título ATP. Na final, ele venceu o croata Ivo Karlovic, cabeça de chave n° 2, vencendo de forma convincente (6-2 e 6-3). Com esta vitória, a sua classificação subiu de volta para o top 50 do ranking.
O Próximo torneio de Gulbis foi o  BNP Paribas Open, um torneio de nível ATP Masters 1000. Gulbis derrotou o jogador suíço Marco Chiudinelli na primeira rodada, mas sucumbiu ao quinto cabeça Nikolay Davydenko na segunda rodada. Davydenko mais tarde retirou-se do torneio devido a uma lesão no pulso exacerbada durante a partida. Ernests não competiu no Sony Ericsson Open, preferindo em vez disso, voltar para a Europa e treinar para a temporada de saibro.
Em seu primeiro torneio de saibro da temporada, o ATP 1000 de Monte Carlo, Gulbis novamente derrotou o suíço Marco Chiudinelli na primeira rodada, desta vez em dois sets, mas perdeu o cabeça13, Stanislas Wawrinka na segunda rodada, também em dois sets. Em seu próximo torneio, o ATP 500 de Barcelona, Ernests chegou às quartas, derrotando Peter Luczak , Jérémy Chardy  e Albert Ramos-Viñolas, todos em dois sets. Ele perdeu para o eventual campeão Fernando Verdasco nas quartas de final. Com este resultado, o ranking de Gulbis subiu de volta ao top 40.
Em seu próximo torneio, o Masters 1000 de Roma, Gulbis foi sorteado para enfrentar Marcos Baghdatis na primeira rodada de um torneio pela quinta vez em sua carreira, apesar de, pela primeira vez no saibro. Derrotou Baghdatis perdendo apenas quatro games, que criou um confronto com o número 1 do mundo Roger Federer. Depois de perder o primeiro set, Gulbis reuniram-se para vencer a partida por 7-5, no terceiro, a conversão de seu sétimo match point para sua maior vitória da carreira até hoje. Em entrevista posteriormente, ele disse que derrotou Federer nesse dia porque comeu ovos no café da manhã. Na terceira rodada, ele venceu o qualificador italiano Filippo Volandri. Na próxima rodada, Gulbis derrotou Feliciano López para chegar à sua primeira semifinal em um torneio ATP Masters 1000, onde perdeu para Rafael Nadal em um jogo apertado de três sets. Esse resultado lhe assegurou lugar como cabeça de chave no Open da França.
No Madrid Open, Gulbis teve um início vitorioso na primeira rodada contra o campeão do Estoril Open,  Albert Montañés . Ele continuou sua boa campanha, derrotando o cabeça 10, Mikhail Youzhny e Feliciano López . Nas quartas de final, ele enfrentou novamente o número 1 do mundo Roger Federer, mas Gulbis perdeu depois de vencer o primeiro set.
As expectativas eram altas para Gulbis como o ex-quardrifinalista e cabeça 23 (classificado como N° 27 do mundo), depois de ter uma temporada de saibro incrível. No entanto, Gulbis abandonou o jogo da primeira rodada alegando uma lesão muscular contra o francês Julien Benneteau.
Devido à sua lesão sofrida durante a temporada de saibro, Gulbis retirou-se do torneio de Wimbledon e seus torneios precursores, efetivamente perdendo toda a temporada de grama.
Gulbis voltou para o ATP em julho, primeiro competindo em Los Angeles na Califórnia. Ele derrotou o Lukáš Lacko na primeira rodada em dois sets, mas perdeu para Alejandro Falla na segunda rodada em três sets. Em seguida, ele jogou no Legg Mason Tennis Classic, onde recebeu um bye na primeira rodada, mas rapidamente perdeu na segunda rodada para ucraniano Illya Marchenko, citando fadiga.
Seu próximo torneio foi o ATP World Tour Masters 1000 de Rogers Copa. Ele derrotou o No. 26 Thomaz Bellucci na primeira rodada com facilidade, mas caiu para o No. 5 Robin Söderling na segunda rodada em um jogo apertado. Ele então jogou o ATP World Tour Masters 1000 Western & Southern, derrotando Donald Young na primeira rodada e  Jürgen Melzer na segunda. No entanto, ele caiu na terceira rodada para o No. 4 Andy Murray em outro encontro apertado, decidido por um tiebreak set final.
Gulbis perdeu na primeira rodada do Aberto dos EUA para Jérémy Chardy da França em três sets, marcando a quarta queda consecutivo na primeira rodada em um torneio de Grand Slam. Gulbis, em seguida, tirou três semanas de folga para jogar para a equipe da Letônia na Copa Davis contra a Polônia, vencendo suas duas partidas de simples contra Jerzy Janowicz e Michał Przysiezny. Seu próximo torneio foi o PTT Open da Tailândia. Ele saiu de bye na primeira rodada e venceu Rainer Schüttler em três sets, avançando para as quartas de final, onde ele caiu diante de Guillermo García-López, também em três sets. Ele então jogou o Aberto de Tênis do Japão, mas sofreu uma derrota amarga nas mãos do No. 432 do mundo, Dmitry Tursunov.
Gulbis sofreu mais duas derrotas na primeira rodada, para Richard Gasquet, no Masters 1000 de Xangai, e Novak Đjoković, na Suíça. No entanto, em seu torneio final da temporada, ele se recuperou no Masters 1000 de Paris, onde ele despachou o N° 40, Juan Ignacio Chela e o N° 10 Mikhail Youzhny, ambos em dois sets. Ele então, caiu para Andy Roddick, também em dois sets.
Ernests Gulbis fechou o ano como n° 24 do ranking mundial masculino.

### 2011
Para começar o ano, Gulbis venceu nas duas primeiras rodadas do Qatar ExxonMobil, derrotando Victor Hănescu e Antonio Veic, ambas em dois sets. Gulbis avançou para as quartas de final, igualando sua campanha de 2010. Foi derrotado em um jogo apertado contra o número 1 do mundo Rafael Nadal. Gulbis jogou no Medibank Internacional de Sydney. Ele saiu de bye na primeira rodada por ser o terceiro cabeça de chave e derrotou o russo Igor Andreev na segunda rodada em três sets. Ele, então, derrotou Sergiy Stakhovsky nas quartas de final, antes de perder para o eventual campeão Gilles Simon da França nas semifinais, citando fadiga como causa de sua baixa intensidade.
No Aberto da Austrália, onde perdeu na primeira rodada para o alemão Benjamin Becker em dois sets, citando novamente a fadiga e doença para seu fraco desempenho. Ele marcou sua quinta derrota consecutiva em um evento de Grand Slam. Gulbis, em seguida, retirou-se seus próximos três torneios, mas sua classificação subiu momentaneamente a sua melhor marca pessoal no ranking, No. 21 devido a Marin Cilic não conseguir defender os seus pontos do Aberto da Austrália 2010.
Seu próximo torneio foi o Dubai Tennis Championships, um torneio de quadra dura ao ar livre, que foi realizada simultaneamente com as Delray Beach International Tennis Championships, torneio em que Gulbis atingido o seu primeiro título ATP. Na primeira rodada, cabeça 8, Gulbis venceu seu ex-parceiro de duplas Michael Berrer, apesar de ter problemas com seu primeiro saque, dando sete duplas faltas durante todo o jogo. Gulbis caiu para Sergiy Stakhovsky da Ucrânia na segunda rodada em três sets.
Nessa Temporada Gulbis fez pouco para melhorar sua campanha de 2010 no BNP Paribas Open, saiu de bye na primeira rodada, venceu Lu Yen-Hsun na segunda. Na terceira rodada, ele foi rapidamente derrotado pelo eventual vencedor Novak Đjoković. No Sony Ericsson Open, saiu de na primeira rodada, mas perdeu na segunda rodada para o N º 72 Carlos Berlocq. Classificado como No. 30, em Monte Carlo Masters, ele derrotou o ucraniano No. 21 Alexandr Dolgopolov em sua primeira rodada em dois sets, antes de perder para Milos Raonic na segunda rodada, também em dois sets.
Do final de abril até meados de maio, Gulbis levou três semanas fora devido a fadiga antes de competir no Open Nice Côte d'Azur. Em suas duas primeiras rodadas, ele derrotou Fabio Fognini e Denis Istomin, ambos em três sets, antes de cair para o No. 6 Tomáš Berdych nas quartas de final. A Partir daí, Gulbis deteriorou ainda mais como seu ranking caiu de n º 30 ao n º 85 durante a temporada de saibro, deixando de defender seus pontos de 2010 ele perdeu os próximos quatro jogos em uma fileira: contra Blaž Kavčič no Aberto da França , contra Adrian Mannarino em Quenn's, contra Dmitry Tursunov em Wimbledon (que marcou sua sétima derrota consecutiva em primeira rodada de um Grand Slam, e depois que ele levou quase um mês fora do tênis para treinar com seu novo treinador), e contra o ex-World No. 4 James Blake em Atlanta.
No entanto, Gulbis venceu o seu segundo título da ATP em Los Angeles, onde ele quebrou a sequência de cinco derrotas consecutivas ao vencer o quinto favorito, o belga Xavier Malisse em um tiebreak no set final da primeira rodada. Ele, então, derrotou o qualifier americano Daniel Kosakowski em dois sets.Nas quartas de final, ele derrotou Juan Martín del Potro, com relativa facilidade, antes de derrotar o russo Alex Bogomolov Jr. nas semifinais. Ele enfrentou principal favorito e No. 9 Mardy Fish na final e venceu com parciais de 5-7, 6-4 e 6-4.
Gulbis recebeu um convite para o Rogers Cup. Ele derrotou o ex-número 1 do mundo Juan Carlos Ferrero em três sets na primeira rodada, e derrotou Michaël Llodra na segunda rodada por abandono no segundo set. Na terceira rodada, ele caiu para o eventual finalista Mardy Fish, a quem ele tinha recentemente derrotado, em outro apertado de três sets. Ele, então, qualificou-se para o Cincinnati Masters, onde perdeu para o croata Ivan Dodig em dois sets. Gulbis chegou à segunda rodada do US Open, mas perdeu para Gilles Müller na terceira rodada. Mais tarde, ele foi multado por treinamento inadequado pela USTA. Ele terminou o ano como 61 do ranking mundial masculino.

### 2012
Gulbis chegou às quartas de final em Delray Beach, derrotando Alejandro Falla e Steve Darcis , antes de cair para Marinko Matosevic.
Antes do Open da França, Gulbis começou a trabalhar com um novo treinador. O austríaco Gunter Bresnik trabalhou com Boris Becker, Amos Mansdorf, Patrick McEnroe, Henri Leconte, Stefan Koubek, Patrick Baur, Vladimir Voltchkov e Dominic Thiem. Ele também era Capitão do time austríaco da Copa Davis (1992-1993, 1998-2004).
Guilbis alcançou a segunda rodada em Wimbledon despachando o No. 7 e sexto favortio Tomáš Berdych no tiebreak do terceiro set. Ele perdeu na segunda rodada em 5 sets para a estrela em ascensão, Jerzy Janowicz .
Gulbis perdeu para Fernando Verdasco em uma partida às avessas na segunda rodada do Aberto da Croácia. Gulbis em seguida, chegou às quartas de final em Gstaad, perdendo para Paul-Henri Mathieu . Ele se classificou para Winston-Salem, alcançando a terceira rodada, antes de cair para Marcel Granollers.
Gulbis venceu a primeira rodada do US Open sobre Tommy Haas, mas caiu na próxima rodada contra o americano Qualfier Steve Johnson.
Ele terminou o ano jogando alguns torneios Challenger. Ele fez uma pausa devido a uma lesão na perna. Ele voltou para o torneio de Viena, onde caiu na segunda rodada para Janko Tipsarevic. Gulbis não conseguiu qualificar-se para Basileia, mas chegou à final do Challenger em Eckental, onde perdeu para Daniel Brands. Mais tarde, ele teve que pular os dois últimos Challengers do ano devido a doença. Ele decidiu alongar a pré-temporada, para se preparar melhor para a próxima temporada. Esse foi um ano muito ruim para Ernest, iniciou a temporada como 61 do ranking mundial masculino e terminou na posição 136.

### 2013
Gulbis pulou o Aberto da Austrália para ter um período maior de pré-temporada e jogou dois torneios Challenger, onde caiu na segunda e primeira rodada. Após a derrota desse segundo Challenger, em Bergamo, Itália, sua mãe disse para ele para de jogar e ele pediu mais um mês. Em Rotterdam, ele se classificou para a chave principal. Foi seu primeiro torneio ATP do ano, ele derrotou Robin Haase na primeira rodada, mas perdeu para Juan Martin Del Potro na segunda, depois de um primeiro set decidido no tiebreak. Para o torneio ATP de Marselha, ele recebeu um convite. Depois de uma vitória contra Nieminen, ele perdeu uma partida apertada contra Tomáš Berdych. A partir de então teve uma sequência de 12 vitórias consecutivas.
Ele foi para a Flórida para se qualificar para o torneio ATP de Delray Beach. Depois de vencer sete partidas para chegar à final, incluindo vitórias contra Sam Querrey e Tommy Haas, Gulbis venceu o seu terceiro título ATP da carreira ao derrotar Édouard Roger-Vasselin em dois sets para reivindicar seu primeiro título desde 2011. Na ocasião, ele falou que pelo menos agora sua mãe estava feliz.
Gulbis continuou seu excelente início de 2013, com uma grande campanha no BNP Paribas Open, em Indian Wells. Depois de vencer seus dois jogos pré-eliminatórios, ele derrotou o espanhol Feliciano López em setes diretos, esmagando nono favorito, Janko Tipsarevic para a perda de apenas dois games, e depois derrotado 20o favorito, Andreas Seppi para reencontrar com Rafael Nadal, perdendo em 3 sets apertados. No Open da França, Gulbis perdeu na segunda rodada para Gael Monfils apesar de vencer o primeiro set.
Em Wimbledon, ele derrotou Édouard Roger-Vasselin e Jo-Wilfried Tsonga, mas foi derrotado por Fernando Verdasco na terceira rodada.
Gulbis derrotou Feliciano López, Fabio Fognini e Andy Murray para fazer as quartas de final da Copa Rogers, perdendo para o finalista Milos Raonic em três sets. Ele perdeu na primeira rodada em Cincinnati e no US Open para Mikhail Youzhny e Andreas Haider-Maurer, respectivamente.
Gulbis venceu seu quarto torneio ATP em São Petersburgo, derrotando Guillermo García-López na final. Foi a primeira vez que Gulbis havia ganhado mais de um título ATP em uma única temporada. Como resultado, ele subiu para No. 27 no ranking da ATP World Tour, melhorando recorde jogo positivo desta temporada para 34-15.
Gulbis esteve ausente do China Open 2013 e 2013 Shanghai Rolex Masters devido a doença. Ele fez sua próxima aparição em Estocolmo, onde  chegou à fase semi-final, perdendo para David Ferrer em três sets. Durante o torneio, Gulbis derrotou Jeremy Chardy , Igor Sijsling e Jerzy Janowicz .
Gulbis terminou a temporada com duas derrotas primeira rodada para John Isner e Fernando Verdasco em Valencia Open 500 e no BNP Paribas, respectivamente. Terminou o ano na posição 24 do ranking mundial masculino, repetindo 2010.

### 2014
Ernests começou a nova temporada em Doha, onde alcançou as quartas de final, perdendo para o eventual campeão Rafael Nadal pela sétima vez em sua carreira, em dois sets.
Gulbis entrou no Aberto da Austrália de 2014 como cabeça de chave, e derrotou Juan Monaco na primeira rodada em quatro sets, tendo perdido o primeiro. Gulbis terminou o torneio na segunda rodada ao perder para Sam Querrey em dois sets.
Gulbis chegou às semifinais do Aberto Rotterdam , derrotando Grigor Dimitrov e Juan Martin Del Potro ao longo do caminho. Ele perdeu na semifinal para o eventual campeão Tomáš Berdych.
Gulbis venceu seu quinto título no ATP em Marselha, batendo três franceses consecutivos sem perder um set - Nicolas Mahut, então mundo N° 9, Richard Gasquet na semifinal, em seguida, n° 10 Jo-Wilfried Tsonga na final. Com esta vitória, entrou no Top 20 pela primeira vez em sua carreira, ficando em N° 18.
Gulbis, em seguida, jogou em Acapulco, onde foi o 7° favorito, batendo Yen-Hsun Lu e David Goffin, depois de perder para o eventual campeão Grigor Dimitrov nas quartas de final.
Em março, ele jogou em Indian Wells. Ele venceu João Sousa , Grigor Dimitrov e Roberto Bautista-Agut, mas depois perdeu John Isner nas quartas de final. No Indian Wells, ele também jogou em duplas com o parceiro Milos Raonic. Bateram os convidados da Sérvia Novak Đjoković e Krajinovic na 1ª rodada, mas depois perdeu para a dupla suíça formada Roger Federer e Stanislas Wawrinka na 2ª rodada em dois conjuntos de tie-break.
Gulbis, em seguida, jogou no Miami Masters, onde foi o 21o favorito e teve um bye na primeira rodada. Em um longo jogo, quase duas horas e meia, ele perdeu em três sets apertados para veterano Julien Benneteau na 2 ª rodada, depois de perder um match point.
Em seguida, começou a temporada de saibro em Monte Carlo Masters, sendo derrotado na primeira rodada por Alexander Dolgopolov em dois sets. Também jogou nas duplas com Milos Raonic, mas perdeu na primeira rodada para Juan Sebastian Cabal e Robert Farah.
Seu próximo torneio foi Barcelona, onde teve melhor sorte alcançando as semifinais. No caminho derrotado Daniel Gimeno-Traver, Albert Montanes e Teymuraz Gabashvili até ser derrotado por Kei Nishikori, eventual vencedor do torneio.
Gulbis teve uma boa semana no Masters 1000 de Madrid. Venceu na primeira rodada o Polonês Jerzi Janowics em 3 sets, na segunda rodada, venceu Alexander Dolgopolov em 2 sets e nas oitavas de final venceu em dois sets Marin Cilic. Todos estes tenistas estavam classificados entre os 30 primeiros do ranking. Nas quartas de final perdeu em dois sets para David Ferrer, o 5o favorito ao título. Essa campanha lhe rendeu o melhor ranking até então, nº 17. 
Na semana seguinte, chegou as oitavas de final no Roma Masters, tendo derrotado Alejandro Falla (6-1 e abandono) e Stephane Robert (6-7(1), 6-4, 6-3. Perdeu para o 5° favorito, David Ferrer por 2-6 e 3-6.  
Ainda em maio, Ernests conquistou seu 6º título de nível ATP e o primeiro no saibro, em Nice na França. Ele era o 2º cabeça de chave. Em sua campanha derrotou Martin Klizan, Dmitry Tursunov, Albert Montanes (o atual campeão, com direito a pneu) e Federico Delbonis na final por 6-1, 7-6, retornando ao seu melhor ranking, nº 17.  
Logo em seguida alcançou a semifinal do Open da França, seu melhor resultado até aquele momento em um torneio do Grand Slam, derrotando Roger Federer nas oitavas de final e Tomáš Berdych (sexto favorito no torneio) nas quartas. Na semi perdeu para Novak Djokovic (segundo cabeça de chave). Com esse resultado atingiu o top 10 do ranking mundial masculino de simples pela primeira vez.   
Como preparação para o Grand Slam de Wimbledon, jogou o torneio de Queen's em Londres, mas perdeu na estreia em simples e nas duplas (junto com Alexander Dolgopolov) na segunda rodada. Em Wimbledon venceu o jogo de primeira rodada mas perdeu na segunda para o ucraniano Sergiy Stakhovsky.   
Na segunda metade da temporada, Gulbis sofreu com uma lesão no ombro e por isso não teve resultados expressivos. Seu recorde foi de  9-10 V-D. Foi convidado pela organização do ATP World Tour Finals para ser reserva, mas recusou para tratar da lesão. No entanto, conseguiu se manter em 13° do ranking mundial masculino até o fim da temporada, que foi sua melhor até então.    

## ATP Finais

### Simples (6–1)
| Posição | No. | Data       | Torneio                      | Superfície | Oponente na final      | Placar na final |
| ------- | --- | ---------- | ---------------------------- | ---------- | ---------------------- | --------------- |
| Campeão | 1   | 28/02/2010 | Delray Beach, Estados Unidos | Dura       | Ivo Karlović           | 6–2, 6–3        |
| Campeão | 2   | 31/07/2011 | Los Angeles, Estados Unidos  | Dura       | Mardy Fish             | 5–7, 6–4, 6–4   |
| Campeão | 3   | 3/03/2013  | Delray Beach, Estados Unidos | Dura       | Édouard Roger-Vasselin | 7–6(7–3), 6–3   |
| Campeão | 4   | 22/09/2013 | São Petersburgo, Rússia      | Dura       | Guillermo García-López | 3–6, 6–4, 6–0   |
| Campeão | 5   | 23/02/2014 | Marselha, França             | Dura       | Jo-Wilfried Tsonga     | 7–6(7–5), 6–4   |
| Campeão | 6   | 24/05/2014 | Nice, França                 | Saibro     | Federico Delbonis      | 6–1, 7–6(7–5)   |
| Vice    | 7   | 21/10/2018 | Estocolmo, Suécia            | Dura       | Stefanos Tsitsipas     | 4-6, 4-6        |

### Duplas (2–0)
| Posição | N. | Data           | Torneio           | Piso   | Parceiro         | Oponentes na final             | Placar da final  |
| Campeão | 1. | Abril 14, 2008 | Houston, EUA      | Saibro | Rainer Schüttler | Pablo Cuevas Marcel Granollers | 7–5, 7–6(3)      |
| Campeão | 2. | Julho 18, 2009 | Indianapolis, EUA | Duro   | Dmitry Tursunov  | Ashley Fisher Jordan Kerr      | 6–4, 3–6, [11-9] |

## Challengers e Futures (10)

### Simples (7)
| Legenda (Simples) |
| Challengers (4)   |
| Futures (3)       |

| N. | Data               | Torneio                        | Piso     | Oponentes na final     | Placar           |
| 1. | Setembro 12, 2005  | Friedberg, Alemanha            | Saibro   | Marcel Zimmermann      | 6–4, 6–0         |
| 2. | Janeiro 16, 2006   | Bergheim, Austria              | Saibro   | Jean-Claude Scherrer   | 7–6(2), 3–6, 6–4 |
| 3. | Março 6, 2006      | Leuggern, [Suíça]]             | Carpete  | Tobias Klein           | 7–6(4), 6–4      |
| 4. | Novembro 6, 2006   | Eckental, Alemanha             | Carpete  | Philipp Petzschner     | 6–3, 6–0         |
| 5. | Fevereiro 19, 2007 | Besançon, França               | Duro (i) | Édouard Roger-Vasselin | 6–4, 3–6, 6–4    |
| 6. | Março 12, 2007     | Sarajevo, Bósnia e Herzegovina | Duro (i) | Jan Mertl              | 4–6, 6–4, 7–6(2) |
| 7. | Outubro 7, 2007    | Mons, Bélgica                  | Duro (i) | Kristof Vliegen        | 7–5, 6–3         |

### Duplas (3)
| N. | Data             | Torneio                        | Piso     | Parceiro       | Oponentes na final                     | Placar              |
| 1. | Julho 10, 2006   | Oberstaufen, Alemanha          | Saibro   | Mischa Zverev  | Teodor-Dacian Crăciun & Gabriel Moraru | 6–1, 6–1            |
| 2. | Outubro 30, 2006 | Aachen, Alemanha               | Carpete  | Mischa Zverev  | Tomasz Bednarek & Irakli Labadze       | 6–7(5), 6–4, [10–8] |
| 3. | Março 12, 2007   | Sarajevo, Bósnia e Herzegovina | Duro (i) | Deniss Pavlovs | Jan Mertl & Lukas Rosol                | 6–4, 6–3            |